# سد الملك طلال
سد الملك طلال هو أكبر سدود الأردن يقع في منطقه مرتفعات تل الرمان في محافظة جرش . نوع السد ركامي صخري. تستعمل مياهه للري ولتوليد الكهرباء. تبلغ سعة تخزينه 75 مليون م3.وساهم سد الملك طلال في رفع تخزين كميات المياه في سدود المملكة إلى 136 مليون متر مكعب، انشئ عام 1977 بكلفة تقدر بـ 34 مليون دينار أردني، ونوع السد ركامي صخري.

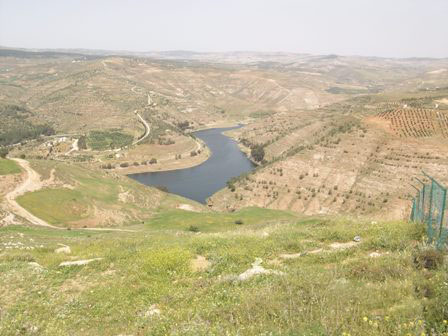
سد الملك طلال في الأردن